# Американо-лаосские отношения
Американо-лаосские отношения — двусторонние отношения между США и Лаосом. Дипломатические отношения между странами были установлены в 1955 году.

## История
В 1954 году Лаос получил независимость от Франции, а в 1955 году Соединённые Штаты Америки установили дипломатические отношения с Лаосом. В 1960 году в Лаосе началась гражданская война и Соединённые Штаты поддержали королевское правительство страны. С 1964 года территория Лаоса начала подвергаться бомбардировке ВВС США в рамках их кампании во Вьетнаме. В 1975 году коммунистическое правительство пришло к власти в Лаосе и начало налаживать сотрудничество с Вьетнамом и СССР, а также внедрило однопартийную систему и командную экономику. С 1975 по 1991 год американо-лаосские отношения переживали серьёзный спад. В 1991 году после распада Советского Союза Лаос начал стремиться улучшить отношения с другими странами. В 1992 году американо-лаосские отношения были восстановлены. В июле 2012 года госсекретарь США Хиллари Клинтон посетила Лаос, что стало первым визитом госсекретаря США в эту страну с 1955 года. В 2016 году государственный секретарь США Джон Керри посетил Лаос дважды. В сентябре 2016 года президент Барак Обама стал первым президентом США, посетившим Лаос. В ходе визита Барак Обама вместе с президентом Лаоса Буннянгом Ворачитом объявили о начале всеобъемлющего партнерства между странами. Проблемными моментами в отношениях между странами являются: военнослужащие ВС США, пропавшие без вести в Лаосе, а также обезвреживание неразорвавшихся боеприпасов, оставшихся после окончания войны.

## Двусторонние экономические отношения
Экспорт США в Лаос: металл, самолеты, транспортные средства и сельскохозяйственная продукция. Импорт США из Лаоса: одежда, неорганические химические вещества, сельскохозяйственная продукция, а также драгоценные металлы. В феврале 2016 года эти страны подписали рамочное соглашение по торговле и инвестициям.